# Ricinula
Ricinula là một chi ốc biển săn mồi, marineđộng vật chân bụng động vật thân mềm thuộc họ Muricidae, họ ốc gai.
Ricinula đã trở thành đồng nghĩa của Drupa Röding, 1798 

## Các loài
Các loài thuộc chi Ricinula bao gồm:
- Ricinula hystrix (Lamarck, 1822)
- Ricinula nodus Lamarck, 1816